# オレツコ郡
オレツコ郡（ポーランド語: powiat olecki）は、北ポーランドのヴァルミア＝マズールィ県にある地方自治体。郡都で唯一の市はオレツコであり、県都であるオルシュティンの東135kmに位置する。
1998年の地方行政区画再編の結果、1999年1月1日に誕生した。ゴウダプ郡とオレツコ郡が一つの郡（オレツコ＝ゴウダプ郡、ポーランド語: powiat olecko-gołdapski）として存在していた。2002年に、2つに分かれた。
郡は873.83km2の面積がある。2006年の統計で、郡全体の人口が34,215人である。

## 近隣の郡
北部はゴウダプ郡、東部はスヴァウキ郡、南部はエウク郡、西部はギジツコ郡と接している。

## 下位自治体
郡は4つの下位自治体に分割される。（1つの町、3つの村）なお、人口順に並べてある。
| 名称                       | 種類 | 面積（km2） | 人口（2006年） | 中心地             |
| -------------------------- | ---- | ----------- | -------------- | ------------------ |
| グミナ・オレツコ           | 町   | 266.6       | 21,413         | オレツコ           |
| グミナ・コバレ＝オレツキェ | 村   | 251.6       | 5,371          | コバレ＝オレツキェ |
| グミナ・シフィエンタイノ   | 村   | 214.9       | 4,011          | シフィエンタイノ   |
| グミナ・ビエリチュカ       | 村   | 141.0       | 3,420          | ビエリチュカ       |

## 参照
- ポーランド公式人口2006